# اسکناس فدرال رزرو
اسکناس‌های فدرال رزرو، یا اسکناس‌های ایالات متحده، اسکناس‌هایی هستند که در حال حاضر به دلار ایالات متحده منتشر می‌شوند. دفتر چاپ ایالات متحده، اسکناس‌ها را تحت اقتدار لایحه فدرال رزرو سال ۱۹۱۳  تولید می‌کند و آنها را به صلاحدید شورای حکام سیستم فدرال رزرو برای بانک‌های فدرال رزرو صادر می‌کند.  سپس اسکناس‌ها را به بانک‌های عضو خود می‌رسانند، که در این مرحله به بدهی بانک‌های ذخیره  و تعهدات ایالات متحده تبدیل می‌شوند. 
اسکناس‌های فدرال رزرو پولی قانونی هستند و روی هر اسکناس عبارت «این اسکناس ارز قانونی برای همه بدهی‌ها، دولتی و خصوصی است» درج شده است.  اسکناس‌ها توسط دارایی‌های مالی پشتیبانی می‌شوند که بانک‌های فدرال رزرو به عنوان وثیقه تعهد می‌کنند، که عمدتاً اوراق بهادار خزانه‌داری و اوراق بهادار آژانس رهنی  است که آنها در بازار آزاد با پرداخت فیات خریداری می‌کنند.

## تاریخچه
قبل از بانکداری متمرکز، هر بانک تجاری اسکناس خود را منتشر می‌کرد. اولین مؤسسه با مسئولیت بانک مرکزی در ایالات متحده اولین بانک ایالات متحده بود که در سال ۱۷۹۱ توسط الکساندر همیلتون تأسیس شد. منشور آن در سال ۱۸۱۱ تمدید نشد. در سال ۱۸۱۶، بانک دوم ایالات متحده منشور شد. منشور آن در سال ۱۸۳۶ تمدید نشد، پس از اینکه رئیس‌جمهور اندرو جکسون مبارزات زیادی برای برچیده شدن آن انجام داد. از سال ۱۸۳۷ تا ۱۸۶۲، در دوره بانکداری آزاد، بانک مرکزی رسمی وجود نداشت و بانک‌ها دوباره اسکناس‌های خود را منتشر کردند. از سال ۱۸۶۲ تا ۱۹۱۳، سیستم بانک‌های ملی توسط قانون بانکداری ملی ۱۸۶۳ ایجاد شد.

تغییر اندازه اسکناس ایالات متحده از بزرگ (خاکستری) به کوچک (سبز) با حروف موقعیت صفحه. اسکناس مدرن فدرال رزرو (آبی) در پایین سمت چپ اسکناس سایز ۱۹۲۸.

اسکناس‌های فدرال رزرو از سری ۱۹۱۴ در قالب اسکناس بزرگ و از سری ۱۹۲۸ در قالب امروزی (اسکناس کوچک) چاپ شده‌اند. ابعاد اخیر از اندازه گواهینامه‌های نقره ای پزو فیلیپین که در سال ۱۹۰۳ صادر شد، در حالی که ویلیام هاوارد تافت به عنوان فرماندار فیلیپین تحت مدیریت استعماری ایالات متحده خدمت می‌کرد، نشأت می‌گیرد. با توجه به اجرای بسیار موفق آن، رئیس‌جمهور تافت متعاقباً کمیته ای را منصوب کرد که در مورد مزایا و صرفه جویی‌های حاصل از اتخاذ ابعاد اسکناس‌های فیلیپین برای استفاده در ایالات متحده گزارش مثبتی ارائه کرد. با این حال، اجرای نهایی قالب کوچک امروزی، تنها در سال ۱۹۲۸ اتفاق افتاد.